# 神池站
神池站，位于中华人民共和国山西省忻州市神池县龙泉镇，是宁岢铁路上的火车站，建于1971年，由太原局集团管辖。

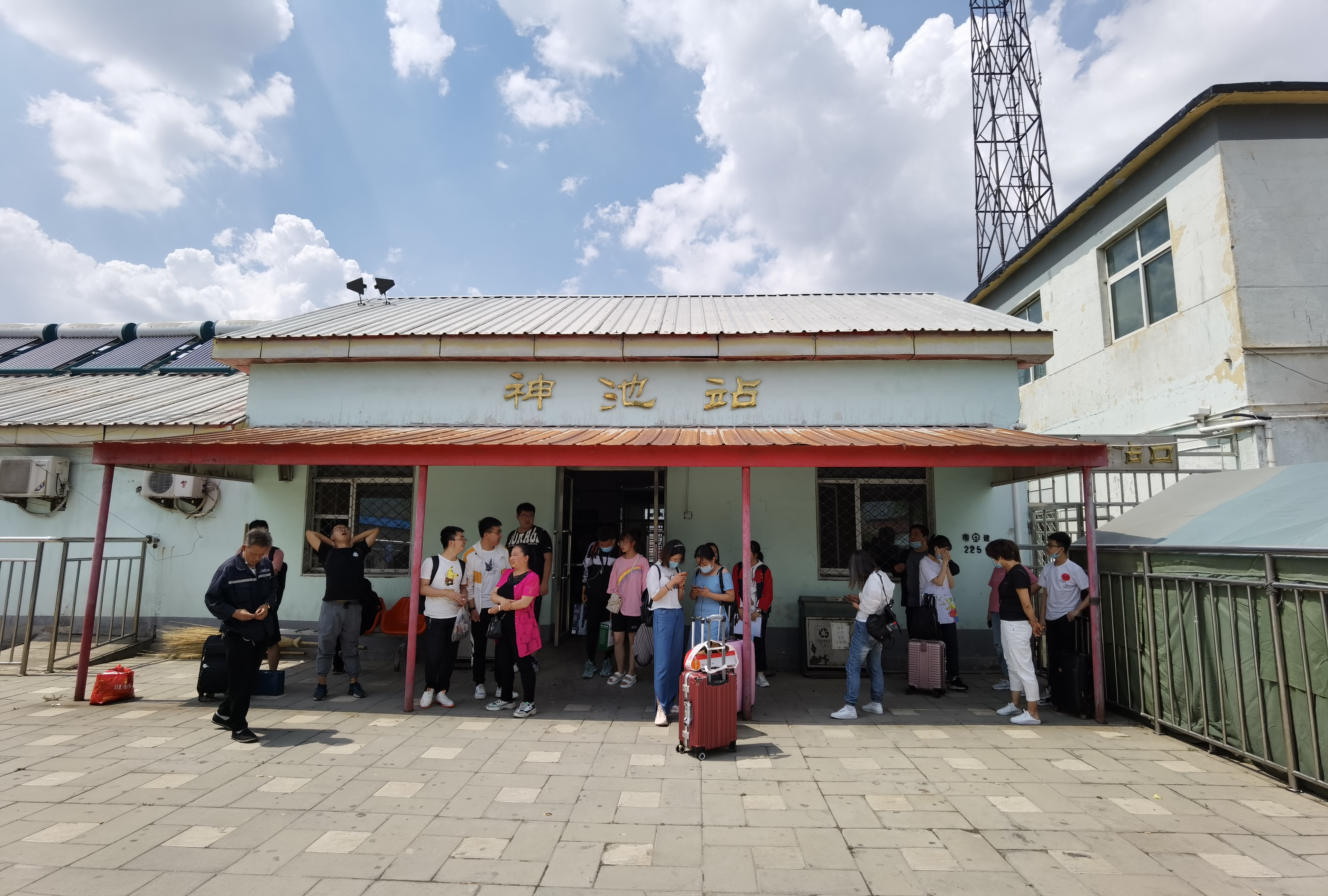
2020年，神池站站房（站场侧）

## 歷史
- 建于1971年。

## 車站周邊
- 神池县水利局
- 神池县食品工业园区
- 神池北大医院
- 山西省农村信用社神池南关分社
- 中国邮政储蓄银行大南关街支行
- 中国电信神池营业厅
- 中国移动大南街营业厅
- 中国邮政储蓄银行龙泉镇支行
- 中国移动西海子指定专营店
- 神池县中医院
- 山西省农村信用社神池县联社
- 神池县烟草专卖局
- 神池县粮食局

## 外部連結
- 中国铁路客户服务中心 （页面存档备份，存于）